# Terremoto di Port Vila del 2024

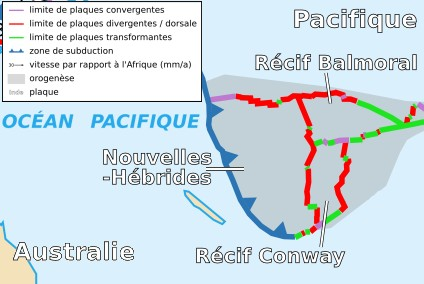
Mappa della placca delle Nuove Ebridi, in francese

Il terremoto di Port Vila del 2024 è stato un sisma di magnitudo 7.3 Mww avvenuto alle 12:47:26 UTC+11, durante il 17 dicembre del 2024, presso l'isola di Éfaté, situata nelle Vanuatu, ad una profondità di 57,1 km.
Almeno 14 persone sono morte e altre 265 sono rimaste ferite. Si sono verificati danni ingenti a Port Vila, capitale di Vanuatu, e nelle aree circostanti. Il terremoto ha anche generato uno tsunami di 25 cm.

## Intensità
Il terremoto ha colpito a circa 30 chilometri al largo della costa di Éfaté. Il Servizio Geologico degli Stati Uniti (USGS) ha attribuito al sisma una magnitudo di 7,3 Mw con una profondità di 57,1 chilometri. Il meccanismo focale indicava una fagliazione obliqua-normale. Insieme alla profondità ipocentrale, ciò implicava una fagliazione all'interno della placca australiana in subduzione. L'USGS ha proposto due modelli di faglie finite: uno che raffigura la rottura su una faglia che tende a nord-ovest con un'inclinazione poco profonda verso ovest-sud-ovest, e l'altro su una faglia che tende a est-nord-est con un'inclinazione quasi verticale. Entrambi i modelli di rottura indicavano uno slittamento massimo di 3 m. Si stima che la scossa sia durata circa 30 secondi. Sono state registrate oltre 300 scosse di assestamento, la più forte delle quali di magnitudo 6,1 il 22 dicembre. Il terremoto è stato significativamente più piccolo dei terremoti di magnitudo 8 tipicamente responsabili della generazione di tsunami dannosi.

## Conseguenze
Almeno 14 persone vennero confermate morte, mentre altre 265 rimasero ferite e molte altre risultavano ancora disperse al 23 dicembre. Tra le vittime, due erano cinesi, un morto e tre feriti erano thailandesi, e un altro morto era francese. Almeno 211 case sono state danneggiate, di cui 45 completamente o parzialmente distrutte, anche se l'ex primo ministro Ishmael Kalsakau ha affermato che quasi tutte le case dell'isola di Éfaté hanno subito danni.
A Port Vila, almeno 10 edifici sono crollati, alcuni dei quali in modo verticale. Un edificio che ospitava le ambasciate e le alte commissioni degli Stati Uniti, del Regno Unito, della Francia e della Nuova Zelanda è crollato al piano terra. Gli Stati Uniti, la Francia, la Nuova Zelanda e l'Australia hanno dichiarato che il loro personale diplomatico a Vanuatu era in condizioni di sicurezza. Si sono verificate molte frane, tra cui alcune che hanno bloccato le strade e seppellito un molo in città. Anche due ponti sono crollati. Il terremoto ha colpito in un momento in cui il centro di Port Vila era affollato di acquirenti all'ora di pranzo.
Una frana ha colpito il terminal marittimo internazionale di Port Vila, mentre la pista e la torre di controllo dell'Aeroporto Internazionale Bauerfield sono state danneggiate, causando la cancellazione di numerosi voli e la chiusura ai voli non umanitari per 72 ore. Un'altra frana ha seppellito un autobus, causando diverse vittime. Anche due bacini idrici e l'ospedale centrale di Port Vila sono stati danneggiati, costringendo il trasferimento dei pazienti in un campo militare. Sono state segnalate frane anche in villaggi e isole periferiche, mentre tre ponti sono stati danneggiati al punto da essere ad alto rischio di crollo in caso di forti piogge. Sono state danneggiate anche due linee elettriche. Il terremoto ha anche innescato frane che hanno bloccato i campi d'aviazione nelle isole circostanti e danneggiato le forniture idriche.